# Gymnasium Mariano-Josephinum Hildesheim
Das Gymnasium Mariano-Josephinum in Hildesheim ist eine Schule des Bistums Hildesheim in Niedersachsen und gehört zu den ältesten Schulen in Deutschland. Die römisch-katholische Schule liegt direkt im Zentrum der Stadt auf dem Domhügel in unmittelbarer Nachbarschaft zum Dom und zum Bischöflichen Generalvikariat. Es ging zum 1. August 2022 unter diesem Namen aus der Fusion des Gymnasiums Josephinum Hildesheim und der Marienschule Hildesheim hervor.

## Geschichte

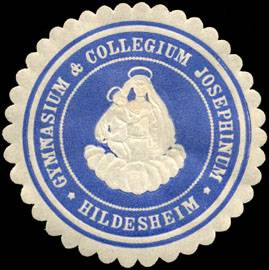
Siegelmarke Gymnasium & Collegium Josephinum · Hildesheim

### Mittelalter
Die Hildesheimer Domschule am Hildesheimer Dom war eine der bedeutendsten Domschulen des Mittelalters. Das Gründungsjahr 815 geht auf die Stiftung des Bistums Hildesheim durch den fränkischen Kaiser Ludwig den Frommen zurück. Er war Sohn und Nachfolger Karls des Großen. Karl war Bildung stets besonders wichtig auch für seine Kinder und in der „Admonitio generalis“ aus dem Jahre 789 wurden die Bestrebungen Karls um eine geförderte Bildung für Diener Gottes deutlich. Intention dabei war die Stärkung und Verbreitung des christlichen Glaubens und der damit verbundenen Festigung seiner Macht. Es sollten Schulen an Bischofskirchen und Klöstern eingerichtet werden, um den Nachwuchs auszubilden. Somit war bei der Errichtung eines Bistums in der Regel ein Schulbetrieb bei der Domkirche verbunden.
Einen Aufschwung erhielten die Studien am Hildesheimer Dom durch Bischof Othwin, der Otto I. 961 auf seinem zweiten Zug nach Italien begleitete und von dort nicht nur die Reliquien des heiligen Epiphanius, sondern auch einen bedeutenden Bücherschatz mitbrachte. In dieser Zeit begannen allgemein die Klosterschulen gegenüber den Domschulen an Bedeutung zu verlieren wegen der Klosterreformen, die sich gegen die Verweltlichung und Außenkontakte richteten. Um das Jahr 1000 wurde durch Bischof Bernward von Hildesheim eine kulturelle Blüte erreicht, die das Ansehen der Schule weiter erhöhte. Der Umstand, dass Hildesheim das Heimatbistum der ottonischen Kaiserfamilie (Liudolfinger) war, verlieh der Ausbildung an der Hildesheimer Domschule bedeutendes reichspolitisches Gewicht als bevorzugte Vorbereitung für eine Wirksamkeit an der Hofkapelle. Die Mitglieder der ottonischen und salischen Hofkapelle gehörten zum überwiegenden Teil dem Hildesheimer Domkapitel an, dessen Bildungsstätte die Domschule war.
Die Liudolfinger als sächsische Herzöge, deutsche Könige und Kaiser pflegten eine besondere Beziehung zu Hildesheim und schickten viele ihrer Söhne in die Domschule. Um das Jahr 1000 wurde durch Bischof Bernward von Hildesheim eine kulturelle Blüte erreicht, die das Ansehen der Schule weiter erhöhte. Daher treten viele prominente Schüler im Mittelalter hervor: der spätere Kaiser Heinrich II., die heiligen Bischöfe Benno von Meißen und Meinwerk von Paderborn, der kaiserliche Kanzler Rainald von Dassel.

### Frühe Neuzeit und 19. Jahrhundert
Einen Einschnitt bedeutete die Stadtreformation 1542, als bald darauf Johannes Bugenhagen mit der Kirchenordnung das städtische Schulwesen erneuerte, während die bischöfliche Domschule in der bikonfessionellen Stadt weiterbestand. Gegenreformatorische Maßnahmen im Bistum leiteten das Ende der Hildesheimer Domschule ein. 1595  wurde das Quadrivium vom Jesuitenorden übernommen und in ein Jesuitenkolleg umgewandelt, welche vom heutigen Gymnasium Josephinum  Hildesheim fortgeführt wird. Das Trivium blieb noch bis ins 19. Jahrhundert als Elementarschule bestehen. An der Domschule entstanden ist die heutige Dombibliothek Hildesheim.
Die Jesuitenschule verfügte ab 1661/1662 mit einem philosophisch-theologischen Zweijahreskurs über einen hochschulartigen Überbau zur Priesterausbildung. Im Dreißigjährigen Krieg musste das Gymnasium mit dem Jesuitenkolleg wegen Vertreibung der Jesuiten für einige Jahre geschlossen werden. Danach wurde es als katholischer Vorposten im protestantischen Norden wieder eine zentrale Stelle der Mission und auch geheimer politischer Schachzüge. Philosophiegeschichtlich sehr bedeutsam ist der Briefwechsel 1706–1709 über metaphysische Fragen zwischen dem Hannoveraner Gottfried Wilhelm Leibniz und dem Hildesheimer Jesuiten Bartholomäus des Bosses, der auch Leibniz’ „Essais de théodicée“ ins Lateinische übersetzte.
In der Stadt bestanden damit zwei angesehene höhere Schulen, das Gymnasium „Mariano-Josephinum“ und das evangelische Gymnasium Andreanum, die in heftiger konfessioneller Konkurrenz zueinander standen.
Nach dem Verbot des Jesuitenordens 1773 wurde das Gymnasium bischöflich weitergeführt. Hildesheim wurde 1803 preußisch und kam 1815 zum Königreich Hannover, dann wieder 1866 zu Preußen. Allmählich wurden die neuhumanistischen Bildungsreformen im 19. Jahrhundert übertragen und bis in die NS-Zeit hochgehalten. Ein bekannter Lehrer dieser Zeit war der Naturforscher Johannes Leunis, ein berühmter Schüler war der spätere Kardinal Adolf Bertram.

### 20. und 21. Jahrhundert
In der NS-Zeit musste sich das Gymnasium an die staatlichen Vorgaben anpassen.
Nach dem Zweiten Weltkrieg wurde der Schulbetrieb zunächst als neusprachliches Gymnasium mit Englisch ab Klasse 5 und Latein ab Klasse 7, später wieder als altsprachliches Gymnasium mit den Kernfächern Latein und Altgriechisch aufgenommen. Im Laufe der Zeit traten dazu jedoch den allgemeinen Veränderungen der höheren Schulen entsprechende Anpassungen. So ist die Koedukation eingeführt worden. Nach der Abschaffung von Altgriechisch als ordentlichem Schulfach kann dieses Fach nur noch als Arbeitsgemeinschaft belegt werden, so dass das Josephinum nicht mehr die Definition eines Humanistischen Gymnasiums erfüllt. Der Status der Schule wurde im Niedersächsischen Konkordat 1965 geregelt und erneut durch die Privatisierung der Schule 1989 geändert, als die Personalverantwortung ganz auf den Bischof überging.
Seit der Fusion mit der Marienschule Hildesheim zum 1. August 2022 lautet der Name der Schule Gymnasium Mariano-Josephinum.

## Gebäude
Das Josephinum ist in mehreren Gebäuden untergebracht. Neben dem Hauptgebäude, in dem die Verwaltung, Fachräume sowie die Unter- und Mittelstufe untergebracht sind, liegt das Bücherhaus, das einen Teil der schuleigenen Bibliothek aufbewahrt. Dieses Gebäude besitzt neben Computerarbeitsplätzen auch Möglichkeiten zur Stillarbeit und zum selbstständigen Lernen. Für die Mittagspausen steht den Schülern die Mensa zur Verfügung, die in einem renovierten Gewölbesaal untergebracht ist.
Ab der 11. Jahrgangsstufe werden die Schüler hauptsächlich im sogenannten Kolleggebäude unterrichtet, welches vom Josephinum gemeinsam mit der Marienschule Hildesheim genutzt wird. In diesem Gebäude befindet sich ein weiterer Teil der schulischen Bibliothek, die den Schülern mit Computerplätzen und Arbeitsmöglichkeiten zur Verfügung steht.

## Internationale Kontakte
Das Mariano-Josephinum unterhält weltweite Kontakte. Neben einer Partnerschule in Frankreich und in den USA bestehen auch Beziehungen nach Spanien. Doch auch in anderen Teilen der Erde ist das Josephinum um Partnerschaften bemüht. Seit einigen Jahren besteht ein Austauschprogramm mit Deutschen Schulen in Bolivien und Venezuela.
Besonders zu nennen ist das Engagement in Indien. Seit mehreren Jahren gibt es dort eine Partnerschule, die vom Josephinum gefördert wird. Regelmäßige Besuche finden statt. Auch wurden diese Kontakte von ehemaligen Schülern bereits genutzt, um ein Freiwilliges Soziales Jahr in Indien zu absolvieren.
Das Gymnasium Mariano-Josephinum hat ständig internationale Austauschschüler zu Gast.

## Schulleben
Das Mariano-Josephinum weist ein umfangreiches Angebot an Arbeitsgemeinschaften vor, die die Möglichkeit geben, Interessen über den Unterricht hinaus zu vertiefen. Bei Wettbewerben schneidet das Josephinum immer wieder gut ab und kann beachtliche Erfolge bei Jugend forscht, Jugend trainiert für Olympia und dem deutschen Bundeswettbewerb Fremdsprachen vorweisen. Bei letzteren ist das Mariano-Josephinum im Fach Latein besonders hervorzuheben, da hier immer eine große Anzahl Schüler teilnehmen.
Viele Schüler nehmen an anderen Wettbewerben teil, bei denen sie von der Schule unterstützt werden (z. B. Deutscher Gründerpreis, „Planspiel Börse“ etc.)
Im politischen Bereich engagiert sich die Schule, um der Schülerschaft ein möglichst umfangreiches Bild zu geben. Hierzu finden regelmäßig Vorträge statt. Bei solchen Veranstaltungen arbeitet das Josephinum mit Gruppen wie der Katholischen Studierenden Jugend oder der Konrad-Adenauer-Stiftung zusammen.
Im Bereich Sprachen haben Schülerinnen und Schüler die Möglichkeit, international anerkannte Sprachenzertifikate abzulegen, und werden von der Schule speziell gefördert.
Darüber hinaus weist das Josephinum folgende Schülervereine auf:
- Saxonia (Turnverein, 1833 gegründet)
- Teutonia (Leseverein, seit 1876)
- Hercynia (Musikverein, Gründung 1902)

Der Turnverein durfte im Jahre 2008 bereits seinen 175. Geburtstag feiern und ist damit der wohl älteste Schüler-Turnverein Deutschlands.

## Kultur
Drei bekannte Arbeitsgemeinschaften existieren am Josephinum:
- Die Musical-AG führt alle zwei Jahre bekannte Musicals im Audimax der Universität Hildesheim auf. Manchmal werden auch die Schüler dadurch motiviert, Eigenproduktionen auszuführen. Musicals waren unter anderem: Oliver!, Annie Get Your Gun, Cinderella und Oklahoma!.
- Für die Sekundarstufen I und II existieren jeweils eine Theater-AG. Aufführungen waren unter anderem: Die Welle, Heroes, Die Komödie der Eitelkeit, Ein Mittsommernachtstraum, Die Befristeten, Schöne neue Welt und Dracula.

## Bekannte Schüler

### Domschule
- Bernward von Hildesheim (um 960–1022), Bischof von Hildesheim, Heiliger
- Benno von Meißen (um 1010–1106), Bischof von Meißen, Heiliger
- Meinwerk (um 975–1036), Bischof von Paderborn, Berater Heinrichs II.
- Pilgrim († 1036), Erzbischof von Köln, Erzkanzler von Italien unter Heinrich II. und Konrad II.
- Heinrich II. (973/978–1024), Kaiser des heiligen römischen Reiches
- Rainald von Dassel († 1167), Erzbischof von Köln und Reichskanzler Friedrichs I. Barbarossa
- Konrad von Querfurt († 1202), Bischof von Hildesheim und Würzburg, Erzkanzler von Italien Heinrichs VI.
- Bernhard II. Graf zur Lippe († 1224), Bischof von Selonien und Gründer von Lippstadt
- Albrecht I. von Käfernburg (um 1170–1232), Erzbischof von Magdeburg 1205–1232 und Förderer Walthers von der Vogelweide

### Gymnasium
- Franz Anton Blum (1758–1823), Jurist und Abgeordneter
- Franz Ignaz Zeppenfeldt (1760–1831), Jurist, Archivar und Regionalhistoriker
- Godehard Joseph Osthaus (1768–1835), Bischof von Hildesheim
- Franz Ferdinand Fritz (1772–1840), Bischof von Hildesheim
- Jakob Joseph Wandt (1780–1849), Bischof von Hildesheim
- Johann Josef Franz Arendt (1786–1856), Sprachlehrer und Botaniker
- Eduard Jakob Wedekin (1796–1870), Bischof von Hildesheim
- Johannes Matthias Joseph Leunis (1802–1873), Botaniker
- Clemens Schrader (1820–1875), Theologe im Jesuitenorden
- Daniel Wilhelm Sommerwerck (1821–1905), Bischof von Hildesheim
- Moritz Güdemann (1835–1918), jüdischer Gelehrter, Rabbiner in Wien
- Georg Kardinal von Kopp (1837–1914), Bischof von Fulda, Fürsterzbischof von Breslau, Kardinal
- Carl Büttger (1838–1919), deutscher Landschaftsmaler der Düsseldorfer Schule, Zeichenlehrer in Holzminden
- Antonius Fromm (1840–1916), Journalist und Verleger
- Wilhelm Pelizaeus (1851–1930), Kaufmann in Ägypten, Museumsgründer
- Edmund Osthaus (1858–1928), deutschamerikanischer Tiermaler der Düsseldorfer Schule
- Adolf Kardinal Bertram (1859–1945), Bischof von Hildesheim, Erzbischof von Breslau, Kardinal
- Franz Reinhard (1859–1927), Jurist und Parlamentarier
- Joseph Ernst (1863–1928), Bischof von Hildesheim
- Wilhelm Maxen (1867–1946), Politiker (Zentrum), MdR
- Franz Vaahsen (1881–1944), katholischer Pfarrer und Gegner des Nationalsozialismus
- Joseph Godehard Machens (1886–1956), Bischof von Hildesheim
- Heinrich Krone (1895–1989), Politiker (Zentrum, CDU)
- Heinrich Nordhoff (1899–1968), Generaldirektor und Vorstandsvorsitzender von Volkswagen
- Rudolf Platte (1904–1984), Schauspieler
- Wilhelm Buerstedde (1929–2022), Oberstadtdirektor von Hildesheim
- Hubert Rohde (1929–2019), Intendant des Saarländischen Rundfunks, Dozent und Politiker (CDU)
- Josef Isensee (* 1937), Staatsrechtler und Staatsphilosoph
- Johannes Grotzky (* 1949), Journalist
- Kurt Machens (* 1954), Oberbürgermeister von Hildesheim
- Werner Boysen (* 1961), Unternehmensberater und Autor
- Sebastian Thrun (* 1967), Informatiker
- Ingo Meyer (* 1969), Oberbürgermeister von Hildesheim
- Karim Maataoui (* 1974), Sänger
- Diane Heidkrüger (* 1976), Schauspielerin
- Franziska Machens (* 1984), Schauspielerin

## Bedeutende Lehrer

### Domschule
Schulleiter (Domscholaster)
- Thangmar (~940/50-~1019), Lehrer Bernwards, Diplomat, Gelehrter
- Bernhard von Konstanz († 1088), auch „Bernhard der Sachse“, Gelehrter
- Benno II. von Osnabrück (um 1020–1088), Bischof von Osnabrück, Berater Heinrichs IV., Baumeister am Speyerer Dom
- Bernhard I. († 1154), Bischof von Hildesheim, Gründer des Klosters St. Godehard

Sonstige  Lehrer
- Heinrich I. von Brüssel († 1182), Bischof von Lübeck, Berater Heinrichs des Löwen
- Bartholomäus des Bosses (1668–1738), Jesuit und Philosoph
- Johann Friedrich Ludwig Rothensee (1759–1835), Theologe und Geistlicher

### Gymnasium
- Jakob Joseph Wandt (1780–1849), Bischof von Hildesheim
- Joseph Hillebrand (1788–1871), deutscher Historiker, Philosoph, Literat und Landtagspräsident im Großherzogtum Hessen (Lehrer von 1812 bis 1815)
- Eduard Jakob Wedekin (1796–1870), Bischof von Hildesheim
- Johannes Leunis (1802–1873), Biologe
- Daniel Wilhelm Sommerwerck (1821–1905), Bischof von Hildesheim
- Winand Nick (1831–1910), Musikpädagoge
- Erich Riebartsch (1902–1986), Theologe und Publizist
- Heinz-Josef Adamski (1911–2002), Historiker und Volkskundler
- Anton Teyssen (1922–2003), CDU-Politiker und Mitglied des Niedersächsischen Landtags
- Hans-Georg Koitz (* 1935), Weihbischof im Bistum Hildesheim
- Ulrich Bongertmann (* 1958), ehemaliger Vorsitzender des Verbandes der Geschichtslehrerinnen und -lehrer Deutschlands, Die Superpauker (NDR)

## Verein ehemaliger Josephiner e.V.
Der Verein ehemaliger Josephiner ist der Zusammenschluss der Alumni des Josephinum. Er wurde 1908 gegründet und konnte mit einer Mitgliederzahl von deutlich über 1000 im Jahre 2008 seinen 100. Geburtstag feiern.
Der Verein unterstützt Schule und Schüler materiell und ideell bei diversen Projekten. So konnte zum 100. Jubiläum dem Josephinum eine Sternwarte gestiftet werden. Darüber hinaus stiftet der Verein jedes Jahr den so genannten „Josephinerpreis für besondere Verdienste um das Josephinum“. Er wird jährlich zum Josephinerfest an besonders engagierte Schüler (teilweise auch Gruppen) vergeben.